# イレイン・ブスト
イレイン・ブスト（Ireen Wüst、オランダ語発音: [iˈreːn ʋyst]、1986年4月1日 - ）は、オランダ・ゴイルレ出身のスピードスケート選手。
同性愛者であることを公表している。

## 経歴
スケートは11歳の時に始めた。世界ジュニア選手権で2004年2位となり、翌2005年には優勝。同年に地元オランダのヘーレンフェーンで行われたヨーロッパ選手権でシニアの国際大会デビューを果たす。トリノ五輪の選考会となった2006年の国内の距離別選手権で好成績を収めて代表に選出されると、五輪前に行われたヨーロッパ選手権で3位となり、国際舞台での最初の実績を挙げる。五輪では3000mで第一人者のシンディ・クラッセンなどを抑え優勝し、1500mでも銅メダルを獲得。オランダ人選手として史上最年少で冬季オリンピックのチャンピオンとなった。この年のオランダ スポーツマンオブザイヤーに選出。
バンクーバーオリンピックは1500mで優勝した。
ソチオリンピックでは、出場した5種目（団体パシュートを含む）すべてで好タイムを出し、金メダル2個、銀メダル3個を獲得した。
平昌オリンピックでも3個のメダルを獲得、オリンピックでのメダルを通算11個とした。

## 脚注

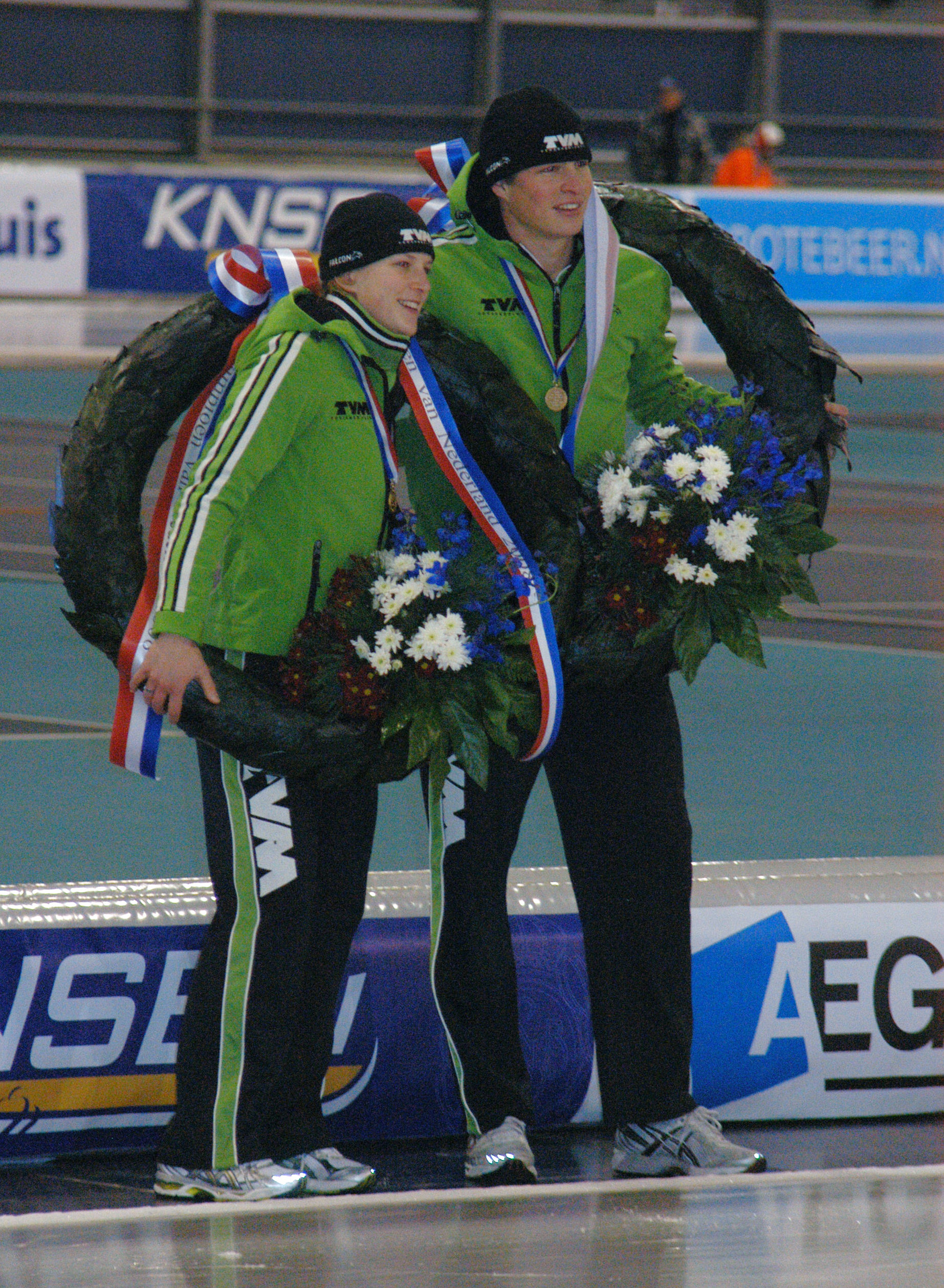
スベン・クラマーと（2007年）